# Pseudocallulops pullifer
Pseudocallulops pullifer é uma espécie de anfíbio anuro da família Microhylidae. Está presente na Indonésia. A UICN classificou-a como deficiente de dados.